# 도미닉 모너핸
도미닉 버나드 패트릭 루크 모너핸 (Dominic Bernard Patrick Luke Monaghan, 1976년 12월 8일 ~ )는 영국의 배우이다. 피터 잭슨의 반지의 제왕의 메리 역과 로스트의 찰리 페이스로 잘 알려져 있다. 현재 플래시포워드의 닥터 시몬 캠포스역을 맡고 있다.

## 출연 작품
- 반지의 제왕 - 메리아독 브랜디벅
- 반지의 제왕2 - 메리아독 브랜디벅
- 반지의 제왕3 - 메리아독 브랜디벅
- 로스트
- 스타워즈: 라이즈 오브 스카이워커 - 보몬트
- 라디오 플래시 - 크리스